# Asko/Schönberg Ensemble
Le Asko/Schönberg Ensemble, typographié « Asko|Schönberg », est un ensemble instrumental néerlandais spécialisé dans l'interprétation de musique contemporaine, actif depuis 2009. Il est issu de la fusion des ensembles Asko et Schönberg, 

## Présentation
Le Asko/Schönberg Ensemble est un ensemble de musique contemporaine à géométrie variable dirigé par Reinbert de Leeuw. Fondé en 2008, il est issu de la fusion de l'Asko Ensemble et du Schönberg Ensemble.
La formation donne son premier concert, consacré à Olivier Messiaen, le 1er janvier 2009. Depuis, l'ensemble joue des compositeurs contemporains de premier plan tels Sofia Gubaidulina, György Kurtág et György Ligeti, collabore avec des créateurs multimédias, réalise de nombreuses tournées et a instauré un programme de commandes d'œuvres nouvelles à de jeunes compositeurs.
Au disque, l'Ensemble Asko/Schönberg a notamment enregistré pour les labels ECM, Nonesuch et Et Cetera.

## Créations
Asko|Schönberg est le créateur d'œuvres de Julian Anderson (The Comedy of Change, 2009), Harrison Birtwistle (The Moth Requiem, 2012) et Martin Matalon (Spirals, Loops, Lines, 2014), notamment.